# Selenia takaosana
Selenia takaosana är en fjärilsart som beskrevs av Inoue 1956. Selenia takaosana ingår i släktet Selenia och familjen mätare. Inga underarter finns listade i Catalogue of Life.